# Brookfield (Queensland)
Brookfield is een plaats in de Australische deelstaat Queensland en telt 4419 inwoners (2004).